# Собор Різдва Богородиці (Миколаїв)
Собор Різдва Богородиці — кафедральний собор Миколаївської єпархії УПЦ МП у місті Миколаєві.

## Загальні дані
Адреса кафедрального собору Різдва Богородиці: вулиця Героїв Рятувальників, 10, м. Миколаїв-54001 (Україна).
Собор збудовано з використанням класичної традиції.
Настоятель храму — протоієрей Василій Чорнобай.

## З історії храму

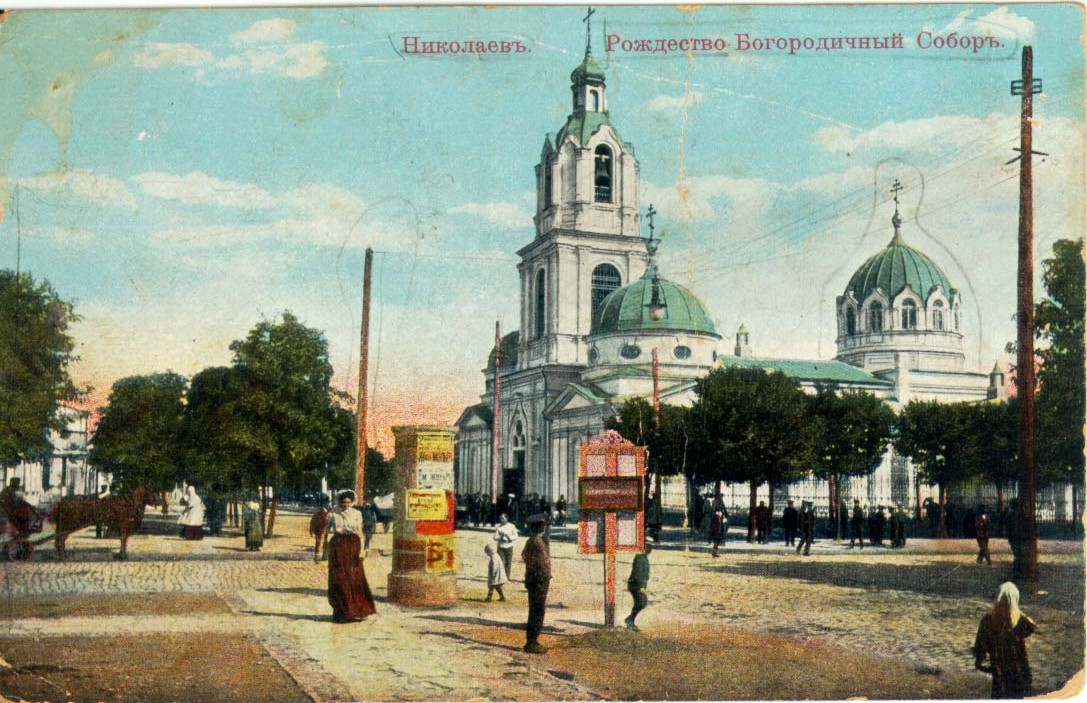
Собор Різдва Богородиці на листівці початку XX століття

Церкву Свято-Різдва Богородиці в Миколаєві було побудовано в 1800 році на пожертвування миколаївських купців. Будівничий її — протоієрей Карп Павловський. Розташований храм в історичній частині Миколаєва, на перехресті вулиці Різдвяної (нині вулиця Героїв Рятувальників) і Купецької (нині Марка Кропивницького).
1828 року до неї прибудовано два бокові вівтарі, і храм було затверджено міським єпархіальним собором.
При соборі було засновано в 1874 р. церковнопарафіяльне піклування, почесним членом якого на початку 20 ст. був настоятель Кронштадтського собору протоієрей Іоанн Сергієв (нині — святий праведний Іоанн Кронштадтський).
1876 року на дзвіниці храму було встановлено величезний дзвін завважки понад 8 тонн.
Коли в 1922 р. відбувалося вилучення церковних цінностей у фонд допомоги голодуючим громада собору здала 172 кг срібла.
Кафедральний Собор Різдва Пресвятої Богородиці, як і інші храми, на початку 20-х років почалися важкі часи. Вилучалися церковні цінності – золото, позолота, срібло. Тодішня влада не гребувала перетоплювати хрести та рами ікон, щоб зробити дорогоцінні метали, які потім перепродували чи віддавали на потреби держави. Влада навіть дзвін вагою 8 тонн зуміла зняти та забрати на свої потреби.
31 січня 1930 р. влада познімала колоколи з собору, а у 1936 собор було закрито.
Після реконструкції тоді ж у ньому розміщувався гарнізонний будинок офіцерів, що врятувало храм від знищення.
1992 року храм було передано релігійній громаді УПЦ МП. Відтоді це діюча культова споруда і кафедральний собор Миколаївської єпархії УПЦ МП.
В 2001 році в соборі було проведено реконструкцію.
До 25 серпня 2012 року належав до Миколаївської та Вознесенської єпархії, пізніше — до Миколаївської єпархії.
З 30 жовтня по 2 листопада 2012 року в соборі перебувала Плащаниця від Гробу Божої Матері в Єрусалимі.